# 복식
복식(卜式, ? ~ ?)은 전한 중기의 관료이자 농학자로, 하남군 사람이다.

## 생애
본래 농사와 목축을 하던 자였는데, 장성한 동생 복기(卜奇)에게 모든 재산을 넘기고 자신은 양 백여 마리만을 이끌고 집을 나갔다. 십수년 후에 양은 천여 마리로 늘어났고, 복식은 집과 밭을 다시 샀다. 그 사이에 복기는 파산하였기 때문에, 복식은 다시 재산을 나누어 주었다.
이때 전한은 흉노와 한창 싸우고 있었다. 복식은 재산의 절반을 변방에 보내 전비로 써줄 것을 조정에 청원하였다. 무제는 사람을 보내 복식에게 물었다.
| “ | 관직을 원하는가? | ” |

| “ | 젊을 때부터 양을 쳐왔기 때문에 다른 직업은 필요치 않습니다. | ” |

| “ | 집안이 누명을 쓴 적이 있는 것인가? | ” |

| “ | 저는 다른 사람과 원수를 지지 않았습니다. 가난한 이는 도와주고, 나쁜 이는 계도하니 사람들은 절 따릅니다. 누명 같은 것은 없습니다. 제가 생각하기에, 현인은 절의를 위하여 죽고 부자는 재물을 바친다면, 흉노를 물리칠 수 있을 것입니다. | ” |

무제가 승상 공손홍에게 복식의 일을 이야기하니, 공손홍은 이렇게 말하였다.
| “ | 이는 인간의 감정이 아닙니다. 윗사람을 따르지 않는 신하는 법을 어지럽힐 것입니다. 받아들이지 마십시오. | ” |

무제는 복식의 의견에 답하지 않고 여러 해를 내버려 두었고, 복식은 집으로 돌아갔다.
한 해 남짓 지난 원수 2년(기원전 121년), 흉노의 혼야왕 등이 항복한 데다가 빈민의 이주 정책 때문에 조정에서는 많은 경비를 지출하여 국고가 텅 비었다. 복식은 20만 전을 하남태수에게 바쳐 빈민의 이주 비용으로 충당하게 하였다. 태수의 보고를 받은 무제는 복식이 한 일임을 알아차렸고, 이에 대한 보답으로 4백 명분의 요역 면제권을 그에게 주었으나 복식은 그것 또한 사절하였다. 이 즈음에 다른 부호들은 모두 각자의 재산을 불리기에 급급하였고, 오로지 복식만이 나라의 경비를 보조하려 하였기 때문에 무제는 그를 중랑(中郞)에 임명하고 좌서장 작위와 밭 10경을 내려주는 한편 천하에 포고하여 다른 이들의 본보기가 되게 하였다.
복식은 중랑 자리를 원치 않았으나, 무제는 상림원(上林苑)의 양을 치는 일을 맡기겠다는 핑계로 자리를 내려주었다. 이에 복식은 말하였다.
| “ | 양 뿐만 아니라 백성도 마찬가지입니다. 시기적절하게 나쁜 이들을 물리쳐 무리 전체에 피해가 가지 않도록 해야 합니다. | ” |

무제는 복식을 현령에 임명하였고, 복식은 치적을 쌓아 제나라의 태부·국상을 지냈다.
원정 5년(기원전 112년), 조정에서 남월 토벌을 준비하니 복식은 종군을 자처하였다. 무제는 복식을 기특하게 여겨 작위를 관내후로 올려주고 천하에 포고하였으나, 백여 명이 넘는 열후들 중 종군을 자처하는 이는 아무도 없었다. 마침 주금 사건이 일어나 상당수의 열후들이 작위를 빼앗겼다.
원정 6년(기원전 111년), 석경의 뒤를 이어 어사대부가 되었다. 그러나 소금·철의 전매와 선박에 매긴 세금으로 지역 곳곳에서 고통스러워하자 이를 폐지할 것을 주장하여 무제의 심기를 거슬렀고, 이듬해에 태자태부로 좌천되었다. 이후 천수를 누리고 죽었다.

## 저서
농서 《양양법》(養羊法) 1권·《양저법》(養豬法) 1권·《월정축목재종법》(月政畜牧栽種法) 1권이 양나라 때까지 현전하였고, 수나라 때 이미 소실되었다.

## 출전
- 반고, 《한서》
  - 권6 무제기
  - 권19하 백관공경표 下
  - 권24 식화지 下
  - 권58 복식전